# SDiddy
Mc SD (* 14. Januar 1981 in Köln; bürgerlich Stefan Duschl), danach auch S.Dirty / S.Diddy, ist ein ehemaliger deutscher Rapper. Bekannt ist SD vor allem aus seiner Zeit bei dem von Kool Savas gegründeten Label Optik Records und bei Eko Freshs Label German Dream.

## Karriere

### Frühe Jahre
SDiddy wurde in Köln geboren und wuchs dort auch auf. In seiner Jugend spielte er diverse Instrumente und hörte hauptsächlich Hip-Hop aus den Vereinigten Staaten. Mit dem Rappen begann er im Alter von 14 Jahren: Im Jahr 1995 brachte ihm ein Freund in den Sommerferien der Schule ein Mixtape mit Hip-Hop-Songs mit, welches er nach eigenen Angaben nach zwei Wochen auswendig konnte. Anschließend begann er zu freestylen. Zu dieser Zeit nannte er sich selbst Fuckin Flowin SD. 1998 gründete er, gemeinsam mit DJ Amir, MC Spontan, Rano und Laas Unltd. die Gruppe Stammtisch. Doch außer einem Mixtape, produziert von DJ Amir im Jahr 1998 und einer Split-EP mit Spontan veröffentlichte die Formation kein Album. Die Gruppe trennte sich kurze Zeit darauf.

### Optik Records und Beef
Aufgrund seines komplexen und kreativen Reimstils wurde Kool Savas auf ihn und MC Spontan aufmerksam und nahm beide bei seinem Label Optik Records unter Vertrag. Dort veröffentlichte er dann 2003 seine EP Wie es geht. 2004 folgte seine nächste EP, die sich diesmal Dirrrty nannte und auf der Kool Savas auf dem Lied Tat Tag vertreten ist. Aufgrund interner Streitigkeiten trennte sich SDiddy jedoch nach Veröffentlichung seiner zweiten EP von Optik Records. Zusammen mit Eko Fresh und Summer Cem, welche Optik Records ebenfalls verließen, veröffentlichte SDiddy das Lied Die Bestrafung, auf dem alle Interpreten Kool Savas vorwerfen, hinterhältig zu sein. Nachdem auf Kool Savas’ Video zu dem Eko-Fresh-Diss Das Urteil das Albumcover von SDiddys EP Dirrrty zerrissen wurde, disste er Kool Savas auf dem Lied Die Lastschrift. Außerdem hatte er zwischenzeitlich auch Beef mit Raptile. Später heuerte er, zusammen mit MC Spontan, der Optik Records etwas später ebenfalls verließ, bei German Shepherd an. Er hielt weiterhin engen Kontakt mit Eko Fresh und beteiligte sich an dessen unveröffentlichten Mixtape Fick deine Story, welches eine Antwort auf das von Kool Savas und Optik Records veröffentlichte Mixtape John Bello Story werden sollte. Auf dem später über ersguterjunge veröffentlichten Mixtape Fick immer noch deine Story war SDiddy auf den Liedern Jetzt gibt’s Streit und Aus dem Weg mit von der Partie. Nach kurzer Zeit verließ er dann German Shepherd und wechselte zu German Dream.

### German Dream
Bei German Dream beteiligte er sich an verschiedenen Alben der Künstler, die bei dem Label unter Vertrag standen, arbeitete nebenbei aber auch in einem Umzugsunternehmen. 2007 hatte er einen Unfall und stürzte sieben Meter in die Tiefe, in deren Folge er sich sein Knie und sein Becken brach. Während dieser Zeit begann er dann, motiviert von seinem Unfall und dem Wunsch, sein Leben zu verändern, Texte für sein erstes Studioalbum zu schreiben, welches dann am 11. Januar 2008 auf den Markt kam und dessen Titel 21 Gramm hieß. Das Album wurde von Kritikern, obwohl es keinen Einstieg in die deutschen Albumcharts schaffen konnte, positiv aufgenommen. Gelobt wurde vor allem SDiddys Wortwitz und seine innovative Art zu rappen. Verglichen wurde er mehrfach mit dem US-amerikanischen Rapper Eminem.

### Karriereende 2008 und Ankündigung einer neuen EP 2010
Nach seinem Debütalbum wurde es überraschend ruhig um SDiddy und er trat immer seltener in Erscheinung. Schließlich gab er 2008 über das German Dream-Forum sein Karriereende bekannt. Als Begründung gab er an, dass ein „neuer Abschnitt“ in seinem Leben beginne und ihm der Schritt, seine Karriere zu beenden, nicht leicht gefallen sei.
Anfang 2010 meldete er sich wieder zu Wort. Über seinen Blog in MySpace teilte er mit, dass er von einem neuen Management betreut werde und er an einer neuen EP arbeite, die die Fortsetzung seiner zweiten EP Dirrrty sein soll. In einem Interview mit dem Online-Hip-Hop-Magazin All Good erwähnte SDiddy erneut, an einer EP zu arbeiten. Die EP erschien jedoch bis heute nicht.

## Bedeutung des Pseudonyms
Zu Beginn seiner Karriere nannte er sich SD, eine Abkürzung seines bürgerlichen Namens Stefan Duschl. Zum SDiddy beziehungsweise S.Diddy kamen er und seine Freunde unter dem Eindruck von Sean Combs, der zu jener Zeit mit seinem Namen „Puff Daddy“ experimentierte und sich P.Diddy oder Diddy nannte. Das Pseudonym entstammte einer Bierlaune und wurde durch DJ Brocke von Too Strong eingeführt. Der Namenswechsel wurde durch das 2008 veröffentlichte Album offiziell.

## Musikstil
SDiddy wird im Rückblick als Rapper mit einem einzigartigen Flow beschrieben. Als Vergleich wird häufig der Name Eminem genannt. Sein druckvoller Flow, mit einigen Doubletime-Passagen entstand vor allem im Freestyle und zeichnete sich daher durch ein gewisses Maß an Chaotik aus. Durch die Art der Entstehung bedingt verwendete S.Diddy vor allem kurze Reimworte, schaffte es aber die Reime so zu durchmischen, dass sich aus den anfänglich wirren Zeilen später eine Aussage formte. Sein Image basierte auf einer angeknacksten Psyche, Exzentrik und exzessivem Drogenkonsum. Seine Texte zeichnen sich durch Pöbeleien und Respektlosigkeiten gegenüber der deutschen Promilandschaft, aber auch gegenüber anderen Rappern aus. Allerdings hatte er auch emotionale Texte, so thematisierte er auf Wenn er geht das Thema Suizid, zur damaligen Zeit im Hip-Hop eine Seltenheit.

## Diskografie

### Studioalben
- 2008: 21 Gramm (German Dream Evangelium)

### Singles & EPs
- 2002: Aufsässig & frech/Stoned (12’’, Headrush Records)
- 2003: Wie es geht/Oh (12’’, Optik Records)
- 2004: Feinde für immer (Split-12’’ mit Spontan, Optik Records)
- 2004: Dirrrty (MCD, Optik Records)

### Mit Stammtisch
- 2000: Bodeneinsatz #18 (Mixtape von DJ Amir)
- 2000: SP 2001 (Split-EP mit MC Spontan)

### Samplerbeiträge
- 1998: Beatz aus der Bude Vol. II (Mixtape von DJ Lifeforce)
- 1999: Beatz aus der Bude Vol. III (Mixtape von DJ Lifeforce)
- 2000: Beatz aus der Bude Volume IV (Mixtape von DJ Lifeforce)
- 2002: Business Class Vol.1 auf Beatz aus der Bude LP (Mixtape von DJ Lifeforce)
- 2002: X und quer und Rhyme Skit auf Optik Mixtape Vol. 1
- 2003: Ihr müsst wissen auf GhettoFabulous 14
- 2003: Stoned auf Reimkraft
- 2003: Zeigefreudig Teil 1 auf Optische Elemente (Mixtape von DJ Nicone)
- 2003: Oh auf Juice CD Vol. 29
- 2004: Wir geben ihnen, was sie wollen auf Juice CD Vol. 38
- 2004: Egal was du tust auf Juice CD Vol. 40
- 2004: Killa auf Rapper’s Delight (Produzentenalbum von Melbeatz)
- 2005: Jetzt gibt's Streit und Aus dem Weg da auf Fick immer noch deine Story (Mixtape von Eko Fresh)
- 2007: Hier auf Gorillas im Nebel von La Honda
- 2007: Stenzprominenz auf Ekaveli von Eko Fresh
- 2009: Nach uns die Sinnflut auf Cap der Angst von Capkekz

### Gastbeiträge
- 2003: Ihr müsst wissen, Rap Shit und Finishing Move auf Greatest Hits 2000–2003 von MC Spontan
- 2004: Don’t Hate und Optik Anthem auf Die besten Tage sind gezählt von Kool Savas
- 2004: Was sie wollen auf Best Of von Ercandize
- 2004: Boom Boom auf Sieben von Caput
- 2005: Wenn Caput rappt auf Die caputte Sicht von Caput
- 2006: Kings of Cologne auf Hart(z) IV von Eko Fresh